# NGC 3043
NGC 3043 ist eine Spiralgalaxie vom Hubble-Typ Sb im Sternbild Großer Bär. Sie ist schätzungsweise 137 Millionen Lichtjahre von der Milchstraße entfernt.
Das Objekt wurde am 19. März 1790 von Wilhelm Herschel entdeckt.